# Electric Light Orchestra
Das Electric Light Orchestra (kurz: ELO) ist eine britische Rockband, die ihre Musik mit klassischen Streicher-Arrangements und experimenteller Studiotechnik verbindet und zu den erfolgreichsten Bands der 1970er  und 1980er Jahre gehörte.

## Bandgeschichte

### Die Anfänge und Experimentierphase (1970–1973)
Das Electric Light Orchestra wurde 1970 in Birmingham von den Mitgliedern der Band The Move, Jeff Lynne, Roy Wood und Bev Bevan gegründet. Das selbst gesteckte Ziel war, dort weiterzumachen, wo die Beatles mit I Am the Walrus aufgehört hatten. Man verband also Rockmusik mit avantgardistisch-klassischer Musik. Zum Einsatz kamen auch für das Genre eher untypische Instrumente wie Cello, Geige und Oboe. Zu Wood, Lynne und Bevan stießen für die Aufnahmen zum ersten Album der Hornist Bill Hunt und der Violinist Steve Woolam. Ein „Light Orchestra“ ist in der klassischen Musik ein Orchester mit außergewöhnlich wenigen Musikern.
Steve Woolam nahm sich 1971 das Leben und wurde für die erste Live-Besetzung 1972 von Wilfred Gibson ersetzt. Da Roy Wood live nicht mehr als ein Instrument spielen konnte und so zwischen Gitarre, Bass und Cello wechselte, wurden Andy Craig, Hugh McDowell und Mike Edwards als Cellisten engagiert. Richard Tandy, der bereits als Gastmusiker mit The Move gespielt hat, wurde zum Bassisten der Livebesetzung.
Andy Craig verließ die Gruppe kurz nach dem ersten Auftritt. Bereits die erste Singleauskopplung 10538 Overture erreichte die britischen Top 10. Roy Wood verließ die Band im Sommer 1972 und gründete Wizzard, bei der auch der Hornist Bill Hunt und der Cellist Hugh McDowell mitwirkten. Daraufhin übernahm Jeff Lynne die alleinige Leitung der Band. Richard Tandy stieg vom Bass auf das Keyboard um, Bassist Michael de Albuquerque und Cellist Colin Walker stießen neu zur Gruppe.
1973 wurde ELO II veröffentlicht, aus dem auch Roll Over Beethoven, ihr erster Top-50-Hit in den USA (Platz 42 der US-Single-Charts; eine Chuck-Berry-Coverversion), stammt. In England erreichte der Song Platz 6. Im selben Jahr folgte On the Third Day mit der Top-20-Single Showdown. Während der Aufnahmesessions dieses Albums verließen Wilfred Gibson und Colin Walker die Band. Gibson wurde durch Mik Kaminski ersetzt und Walker später von Hugh McDowell, der zuvor bei Wizzard ausgestiegen war.
Nach dem Ausstieg Roy Woods war die Band mit Jeff Lynne faktisch ein Ein-Mann-Unternehmen mit angestellten Musikern. Lediglich der Drummer Bev Bevan besaß 50 Prozent der Namensrechte und war entsprechend an Einnahmen beteiligt. Jeff Lynne schrieb und produzierte ab jetzt sämtliche Songs allein. Die übrigen Musiker spielten ihre Parts ein und hörten die Songs mitunter erstmals, nachdem sie komplett produziert waren. Die Streicher-Arrangements stammten ab 1974 meist von Louis Clark.

### Künstlerischer Zenit mit orchestraler Rockmusik (1974–1978)
1974 wurde das nächste Studioalbum Eldorado veröffentlicht, das mit Can’t Get It Out Of My Head den ersten Top-10-Hit in Nordamerika enthielt. Das Album grenzte sich von seinen Vorgängern deutlich ab, indem es weniger experimentelle Musik enthielt und viel stärker auf eingängige Melodien setzte. Dem Album kamen außerdem die in dieser Zeit gemachten Fortschritte der Aufnahmetechnik zugute. Vom doch teilweise „rumpelnden“ Sound der Vorgänger war fast nichts mehr zu hören. Mit Verkaufszahlen von über 500.000 erhielt Eldorado als erstes ELO-Album Gold in den USA.
Nach dem Ausstieg von Michael de Albuquerque stieß der Bassist und Sänger Kelly Groucutt 1974 zur Band. Im Januar 1975 wurde Mike Edwards durch Melvyn Gale ersetzt. Im gleichen Jahr wurde das Album Face the Music veröffentlicht. Die erste Single Evil Woman erreichte in den USA und England die Top 10. Mit diesem und den nachfolgenden Alben sowie den daraus veröffentlichten Singles ging ELO den im Vorjahr eingeschlagenen Weg konsequent weiter, indem man verstärkt auf „radiotaugliche“ Rockmusik mit orchestralem Hintergrund setzte. 1976 kam das Album A New World Record in die Läden, das dank vier Single-Auskopplungen mehrfach Platin-Status erreichte. Wieder ein Jahr später wurde das Doppelalbum Out of the Blue veröffentlicht. Die Band ging danach auf Welttournee.

### Weltweite Erfolge mit zeitgenössischer Popmusik (1979–1982)
Im Jahre 1979 konzentrierte sich Lynne mit dem Album Discovery verstärkt auf den stärker werdenden Disco-Sound (er selber sprach es einst „disco very“ aus). Dieses Album brachte ihren größten Hit Don’t Bring Me Down hervor. Kurz nach dem Erscheinen des Albums wurden sowohl der Violinist Mik Kaminski als auch die beiden Cellisten Hugh McDowell und Melvyn Gale als „nicht mehr benötigt“ entlassen.
Kurz darauf wurde Lynne beauftragt, eine Hälfte des Soundtracks für das Musical Xanadu zu schreiben und mit ELO einzuspielen. Die andere Hälfte kam von John Farrar; dessen Lieder wurden von Olivia Newton-John, die mit Gene Kelly die Hauptrolle spielte, gesungen. Obwohl der Film selbst ein Flop war, wurde der Soundtrack, insbesondere das Titelstück, in dem Newton-John mit ELO sang, ein großer kommerzieller Erfolg.
1981 änderte sich der Sound von ELO erneut, weg vom Disco-Stil hin zum elektronisch geprägten Sound der 1980er Jahre mit dem Science-Fiction-Konzeptalbum Time, das mit Hold on Tight einen weiteren weltweiten Hit enthielt. Time war in Großbritannien das letzte und in Deutschland zugleich das erste ELO-Album, das auf Nummer 1 der Charts landete. Für die Livebesetzung wurden erneut Violinist Mik Kaminski sowie Gitarrist Dave Morgan und Arrangeur Louis Clark engagiert, der nun für Synthesizer verantwortlich war.

### Abflauender Erfolg und vorläufiges Ende (1983–1986)
Das nächste Studioalbum wurde 1983 veröffentlicht und hieß Secret Messages. Es war ursprünglich von Jeff Lynne als Doppelalbum konzipiert, doch die Plattenfirma strich das Album aus finanziellen Gründen zusammen. Kurz nach diesem Album wurde Kelly Groucutt gefeuert, der daraufhin die Band auf Erfolgsbeteiligung verklagte. Im Gegensatz zu den Vorgängeralben war Secret Messages deutlich weniger erfolgreich. Denn im Zuge der neuen Post-Punk- und New-Wave-Bands (wie Duran Duran, OMD oder Ultravox und dem damit verbundenen „Neuen Wind“) wurde es auch für Jeff Lynne immer schwieriger, sich soundtechnisch zu behaupten, geschweige denn sich davon abzuheben. Mit dem Wechsel in ein neues Aufnahmestudio in Belgien – seit Mitte der 1970er Jahre hatte Lynne seine Alben immer in den Münchener Musicland Studios produziert – war der Wille zur Veränderung zwar klangtechnisch wahrnehmbar, aber der Druck nach neuen Singlehits allgegenwärtig. Besonders deutlich wurde das bei den beiden veröffentlichten Singles Secret Messages, welches etwas an Twilight des Albums Time erinnert, und Four Little Diamonds, das wohl Don’t Bring Me Down als Vorbild hatte. Einzig der auffallend an Hold on Tight erinnernde Track Rock’n’Roll is King war als Singlehit erfolgreich.
Nach einer Bandpause veröffentlichte die Band 1986 das im Vorjahr aufgenommene Album Balance of Power, dessen Verkaufszahlen trotz des passablen Hits Calling America nicht mehr ansatzweise mit denen der erfolgreichsten Alben vergleichbar waren. Jeff Lynne löste ELO im selben Jahr auf.

### Jeff Lynnes Produzententätigkeit
Jeff Lynne war neben seiner Tätigkeit bei den Traveling Wilburys auch als Produzent für viele andere Künstler aktiv. So produzierte er etwa Mitte der 1990er Jahre die neu veröffentlichten Beatles-Stücke Free as a Bird und Real Love und arbeitete u. a. für George Harrison (Cloud Nine und Brainwashed), Tom Petty (Full Moon Fever, Into the Great Wide Open und Highway Companion), Roy Orbison (Mystery Girl und King of Hearts), Brian Wilson (Let It Shine), Paul McCartney (Flaming Pie), Joe Cocker (Night Calls) sowie Dave Edmunds, Everly Brothers, Del Shannon, Ringo Starr, Hank Marvin & Mark Knopfler, Little Richard, Duane Eddy, Randy Newman, Tom Jones, Aerosmith, Joe Walsh u. a. Weiterhin arbeitete Lynne als Produzent an Regina Spektors Album Far mit, das Mitte 2009 erschien, und produzierte das 2015 erschienene Album Get Up von Bryan Adams. Außerdem schrieb er Songs für Agnetha Fältskog, Bonnie Tyler, Helen Reddy u. a.

### Electric Light Orchestra Part II
Nach einem längeren Rechtsstreit formierte der ELO-Schlagzeuger Bev Bevan 1990/1991 ohne Jeff Lynne die Gruppe ELO Part II. An diesem Projekt sollten zunächst der spätere Asia-Sänger John Payne und der Komponist Jim Steinman mitwirken. Doch nach den ersten gerichtlichen Problemen durch die Interventionen Jeff Lynnes verließen die beiden die Band um Bevan. Eine der wenigen Singles jener Zeit war Honest Men, mit der sie an frühere Zeiten anknüpfen wollten. Auf der ELO-Part-II-Tour durften die Stücke, an denen Jeff Lynne die Rechte hatte, nur in einem Medley gespielt werden. Die Zuschauer, die auch die alten Stücke hören wollten, quittierten dies mit Pfiffen.
Bev Bevan veräußerte 1999 seinen 50-Prozent-Anteil am Namen ELO an Jeff Lynne. Nach dem Verkauf ist die Band als The Orchestra aktiv.

### ELO-Comeback im Jahr 2001
Das Comeback von Jeff Lynne mit ELO begann bereits Ende 2000 mit der Compilation „Flashback“ (einer Dreifach-CD-Box mit ausführlichen Linernotes von Jeff Lynne aus dem Jahr 2000) und der Ankündigung eines komplett neuen Studioalbums. Im Juni 2001 folgte dann mit dem Album Zoom das eigentliche Comeback. Zoom hatte im Gegensatz zu den ELO-Alben der 1980er Jahre wieder einen natürlicheren Sound samt echten Geigen und Celli. Allerdings verzichtete Jeff Lynne mit Ausnahme einiger Gastmusiker auf Beteiligung anderer Musiker und nahm das Album mehr oder weniger im Alleingang auf. Zoom wurde, gemessen an den Verkaufszahlen, kein großer Erfolg. Das frühere Bandmitglied Richard Tandy kehrte in dieser Zeit in die Band zurück, um mit weiteren, komplett neuen Bandmitgliedern auf Tour zu gehen. Letztendlich kam es aber nur zu zwei Konzerten zu Werbezwecken, weil der Kartenverkauf für die Tournee zu schlecht lief.

### Todesfälle
Der erste Violinist Steve Woolam schied 1971 im Alter von 25 Jahren durch Suizid aus dem Leben.
Am 19. Februar 2009 starb der ehemalige Bassist und Backgroundsänger Kelly Groucutt an den Folgen eines Herzinfarktes.
Am 7. September 2010 starb Mike Edwards, ehemaliger Cellist der Band, bei einem Autounfall. Er war mit dem Auto im britischen Devon auf der Heimfahrt, als er von einem 600 Kilogramm schweren Silageballen getroffen wurde, der einen Hang hinunter gerollt war. Edwards starb am Unfallort an seinen erlittenen Verletzungen. Die Hersteller des Futtermittelballens, ein Landwirt und der von ihm beauftragte Lohnunternehmer, wurden im November 2012 von allen Vorwürfen freigesprochen.
Der ehemalige Cellist Hugh McDowell erlag am 6. November 2018 einem Krebsleiden.
Auch der ehemalige Keyboarder Richard Tandy starb im Jahr 2024.

### ELO-Comeback im Jahr 2014
Im September 2014 trat die Band unter dem Namen Jeff Lynne’s ELO im Londoner Hyde Park als Headliner des BBC Radio 2 Festival in a Day auf. Die 50.000 verfügbaren Tickets für die Veranstaltung waren innerhalb weniger Minuten ausverkauft. Das Konzert, auf dem die Band nahezu alle großen Hits der früheren Jahre spielte, wurde ein voller Erfolg. Am 13. November 2015 erschien mit dem Studioalbum Alone in the Universe erstmals seit gut 14 Jahren vollständig neu eingespieltes Songmaterial. Auch hier handelt es sich um Soloaufnahmen von Jeff Lynne.
Am 5. Mai 2016 trat Jeff Lynne’s ELO mit einem einzigen Konzert in Deutschland in der König-Pilsener-Arena in Oberhausen vor rund 10.000 Zuschauern auf. Dabei trat die 12-köpfige Band um Jeff Lynne und Richard Tandy mit einer LED- und Laser-Show an.
Im Dezember 2016 wurde ELO mit der Aufnahme in die Rock and Roll Hall of Fame geehrt. Die offizielle Veranstaltung hierzu fand am 7. April 2017 statt.
Aufgrund einer Erkrankung konnte Richard Tandy an der Tournee 2017 nicht teilnehmen.
Für 2018 wurde eine neue Tour angekündigt, die die USA und Europa umfasste. Im deutschsprachigen Raum gab es Konzerttermine vom 18. bis 25. September in Hamburg, Berlin, München, Wien und Mannheim. Laut einer Aussage von Jeff Lynne auf der DVD „Wembley or bust“ sollte zunächst auch Richard Tandy wieder als Keyboarder mit dabei sein. Aufgrund einer Erkrankung wurde er aber bei der 2018 Tour durch Markus Byrne ersetzt. Richard Tandy starb am 1. Mai 2024.
Ende 2019 veröffentlichte Jeff Lynne's ELO das Studioalbum From out of nowhere, hauptsächlich mit Soloaufnahmen von Lynne. Das Album war vor allem in Großbritannien, wo es Platz 1 der Albumcharts erreichte, sehr erfolgreich.

## Diskografie
Studioalben

| Jahr | Titel                                                    | Höchstplatzierung, Gesamtwochen/‑monate, AuszeichnungChartplatzierungen (Jahr, Titel, Platzierungen, Wochen/Monate, Auszeichnungen, Anmerkungen) | Höchstplatzierung, Gesamtwochen/‑monate, AuszeichnungChartplatzierungen (Jahr, Titel, Platzierungen, Wochen/Monate, Auszeichnungen, Anmerkungen) | Höchstplatzierung, Gesamtwochen/‑monate, AuszeichnungChartplatzierungen (Jahr, Titel, Platzierungen, Wochen/Monate, Auszeichnungen, Anmerkungen) | Höchstplatzierung, Gesamtwochen/‑monate, AuszeichnungChartplatzierungen (Jahr, Titel, Platzierungen, Wochen/Monate, Auszeichnungen, Anmerkungen) | Höchstplatzierung, Gesamtwochen/‑monate, AuszeichnungChartplatzierungen (Jahr, Titel, Platzierungen, Wochen/Monate, Auszeichnungen, Anmerkungen) | Anmerkungen                                                                       |
| Jahr | Titel                                                    | DE | AT | CH | UK | US | Anmerkungen                                                                       |
| ---- | -------------------------------------------------------- | --- | --- | --- | --- | --- | --------------------------------------------------------------------------------- |
| 1971 | The Electric Light Orchestra auch bekannt als: No Answer | — | — | — | UK32 (4 Wo.)UK | US196 (2 Wo.)US | Erstveröffentlichung: Dezember 1971                                               |
| 1973 | ELO 2 auch bekannt als: Electric Light Orchestra II      | — | — | — | UK35 (1 Wo.)UK | US62 (22 Wo.)US | Erstveröffentlichung: 2. Februar 1973                                             |
| 1973 | On the Third Day                                         | — | — | — | — | US52 (24 Wo.)US | Erstveröffentlichung: November 1973                                               |
| 1974 | Eldorado                                                 | — | — | — | — | US16 Gold · (32 Wo.)US | Erstveröffentlichung: September 1974 Verkäufe: + 500.000                          |
| 1975 | Face the Music                                           | — | — | — | — | US8 Gold · (48 Wo.)US | Erstveröffentlichung: September 1975 Verkäufe: + 500.000                          |
| 1976 | A New World Record                                       | DE7 (9 Mt.)DE | AT9 (4 Mt.)AT | — | UK6 Platin · (99 Wo.)UK | US5 Platin · (69 Wo.)US | Erstveröffentlichung: 11. September 1976 Verkäufe: + 1.575.000                    |
| 1977 | Out of the Blue                                          | DE6 Gold · (20 Mt.)DE | — | — | UK4 Platin · (111 Wo.)UK | US4 Platin · (58 Wo.)US | Erstveröffentlichung: Oktober 1977 Verkäufe: + 10.000.000                         |
| 1979 | Discovery                                                | DE7 Gold · (73 Wo.)DE | AT3 (15 Mt.)AT | — | UK1 Platin · (45 Wo.)UK | US5 ×2Doppelplatin · (35 Wo.)US | Erstveröffentlichung: 31. Mai 1979 Verkäufe: + 3.270.000                          |
| 1980 | Xanadu                                                   | DE1 Gold · (30 Wo.)DE | AT1 (6 Mt.)AT | — | UK2 Gold · (17 Wo.)UK | US4 ×2Doppelplatin · (36 Wo.)US | Erstveröffentlichung: Juni 1980 Verkäufe: + 2.710.000; mit Olivia Newton-John     |
| 1981 | Time                                                     | DE1 Gold · (41 Wo.)DE | AT2 (4 Mt.)AT | — | UK1 Platin · (32 Wo.)UK | US16 Gold · (20 Wo.)US | Erstveröffentlichung: 31. Juli 1981 Verkäufe: + 1.100.000                         |
| 1983 | Secret Messages                                          | DE6 (17 Wo.)DE | AT11 (2 Mt.)AT | CH— GoldCH | UK4 Gold · (15 Wo.)UK | US36 (16 Wo.)US | Erstveröffentlichung: Juni 1983 Verkäufe: + 125.000                               |
| 1986 | Balance of Power                                         | DE18 (17 Wo.)DE | AT29 (½ Mt.)AT | CH10 (10 Wo.)CH | UK9 Silber · (12 Wo.)UK | US49 (15 Wo.)US | Erstveröffentlichung: Januar 1986 Verkäufe: + 60.000                              |
| 2001 | Zoom                                                     | DE16 (8 Wo.)DE | AT51 (3 Wo.)AT | CH26 (10 Wo.)CH | UK34 (2 Wo.)UK | US94 (2 Wo.)US | Erstveröffentlichung: 12. Juni 2001                                               |
| 2015 | Alone in the Universe                                    | DE7 (6 Wo.)DE | AT14 (3 Wo.)AT | CH7 (4 Wo.)CH | UK4 Platin · (17 Wo.)UK | US23 (3 Wo.)US | Erstveröffentlichung: 13. November 2015 Verkäufe: + 300.000; als Jeff Lynne’s ELO |
| 2019 | From Out of Nowhere                                      | DE14 (4 Wo.)DE | AT10 (2 Wo.)AT | CH14 (3 Wo.)CH | UK1 Silber · (9 Wo.)UK | US47 (1 Wo.)US | Erstveröffentlichung: 1. November 2019                                            |

grau schraffiert: keine Chartdaten aus diesem Jahr verfügbar

## Trivia
- Das erste Album von ELO erschien 1971 aufgrund einer Verwechslung am Telefon in den USA unter dem Namen No Answer.
- Die Alben On The Third Day, Eldorado und Face the Music sind auch unter einer Dreier-Compilation 1978 bei Jet Records mit dem Namen Three Light Years zusammen veröffentlicht worden.
- Der ELO-Song Mr Blue Sky aus dem Album Out of the Blue untermalt die Eröffnungsszene des Superheldenfilms Guardians of the Galaxy Vol. 2.